# Issoudun
Issoudun település Franciaországban, Indre megyében. Lakosainak száma 10 953 fő (2022. január 1.). Issoudun Saint-Ambroix, Saugy, Les Bordes, Chouday, Condé, Lizeray, Saint-Aoustrille, Saint-Aubin, Saint-Georges-sur-Arnon, Sainte-Lizaigne és Thizay községekkel határos.

## Népesség
A település népességének változása:
| Lakosok száma | 15 108 | 14 696 | 13 859 | 13 930 | 12 420 | 12 029 | 11 905 | 11 477 | 11 314 | 10 953 |
|               | 1968   | 1982   | 1990   | 2006   | 2013   | 2015   | 2017   | 2019   | 2020   | 2022   |